# Berlovine
Berlovine (cyr. Берловине) – wieś w Serbii, w okręgu maczwańskim, w gminie Ljubovija. W 2011 roku liczyła 226 mieszkańców.